# براندان درو
براندان درو (16 ديسمبر 1983 في أستراليا - ) (بالإنجليزية: Brendan Drew)‏ هو لاعب كريكت أسترالي. لعب مع فريق تسمانيا للكريكت ونادي مقاطعة غلوستر للكريكت ‏ وAdelaide Strikers ‏.

## وصلات خارجية
- براندان درو على موقع إي آس بي آن كريك إنفو (الإنجليزية)